# 捷普洛戈里耶农村居民点
捷普洛戈里耶农村居民点（俄语：Сельское поселение Теплогорское）是俄罗斯联邦沃洛格达州大乌斯秋格区所属的一个农村居民点。其下辖有17个居民点，行政中心为捷普洛戈里耶。据2015年统计，该农村居民点的人口为346人。